# Diana J. Torres
Diana Junyent Torres, más conocida como Diana J. Torres (Madrid; 1981), es una artista, escritora y activista multidisciplinaria involucrada en movimientos feministas.

## Biografía
Es una autora reconocida por ser referente en el movimiento artístico de la pospornografía, un concepto que "intenta revolucionar la lectura de la pornografía a través de una mirada feminista y posestructuralista que apuesta por la crítica a la industria dominante mediante la producción de representaciones disidentes" 
La artista utiliza la poesía, el trabajo literario, el video y la acción directa por medio del performance como forma de producción artística. Es autora del ensayo autobiográfico, Pornoterrorismo, concepto que ha desarrollado desde el 2006 para definir su obra. Es también creadora del manual de eyaculación femenina, Pucha Potens (2015).

Diana J. Torres se graduó como licenciada de Filología Hispánica por la Universidad de Barcelona. Creció dentro de una familia antiautoritaria con fuertes intereses artísticos, por lo que afrontarse a una realidad sumamente normada y regulada le resultó decepcionante. Tras este descontento se embarcó a expresar, a través de sus actividades artísticas y literarias, una crítica radical contra el control estatal, el consumismo capitalista, el patriarcado y la moral católica. Su trabajo es una lucha por la descolonización de la sexualidad y el pensamiento. Un reclamo por la recuperación del placer y la autonomía sobre nuestros cuerpos: 
“Las herramientas que tengo no sirven para matar, pero son perfectamente útiles para dar miedo y para aterrorizar a un sistema heteropatriarcal que se ha quedado desfasado. Lo que hago lo hago también por quienes perdieron sus vidas porque sus sexualidades o sus géneros traspasaron la frontera de la norma(lidad). Mis armas son mi cuerpo, mi palabra y mi rabia” (Pornoterrorismo, p. 68).
Diana J. Torres ha sido miembro activo del movimiento posporno de Barcelona, colaborado con múltiples artistas queer y postporno en diferentes países como España, México, Francia, Colombia, Estados Unidos, Inglaterra e Italia entre otros. Como parte de su activismo organiza eventos y talleres donde comparte sus saberes sobre sus investigaciones de sexualidad, uno de ellos es el taller de eyaculación femenina, que sirve como vía de empoderamiento para las mujeres y los cuerpos con vulva.

### Pornoterrorismo
En 2001 acuña el término político-artístico, Pornoterrorismo, junto al artista Pablo Raijenstein, mismo que desarrolla desde el 2006 y que da nombre a su primer libro, un ensayo autobiográfico publicado en el 2011. El pornoterrorismo es divergencia, subversión e insurrección sexual, su objetivo principal es el empoderamiento de las personas a través de su propio cuerpo y sexualidad. Bajo esta idea surge el Manifiesto Pornoterrorista, con el cual Diana J. Torres y diversos artistas definen su expresión artística y sus acciones performáticas. Sobre el término, la filósofa y teórica feminista, Sayak Valencia, escribió:
“El pornoterrorismo no sólo es un arma discursiva, sino una práctica de desobediencia civil y sexual que nos muestra que mientras tengamos cuerpos, perseverar en la sumisión social nunca será una salida”.

### Muestra Marrana
En el 2008, junto a Lucia Egaña, artista chilena y escritora transfeminista, organiza la primera edición de Muestra Marrana, un evento para la proyección de producciones audiovisuales relacionadas con las sexualidades marginales y subversivas. El proyecto ha contado con colaboraciones de artistas como Courtney Trouble, Annie Sprinkle, Richard Kern, María Llopis, Yes We Fuck, Tim Stüttgen y más. La muestra ofrece un espacio para el diálogo y la conversación respecto al tema con la progrmación de jornadas de investigación. En los últimos años, se ha convertido en un festival internacional con ediciones en países como Chile, España, México y Ecuador, mostrando la multiplicidad de las sexualidades y prácticas.

## Publicaciones
- Pornoterrorismo. (2011).
- Coño potens: manual sobre su poder, su próstata y sus fluidos. (2015).
- Vomitorium. (2017).